# Chandolin
Chandolin (toponimo francese) è una frazione di 134 abitanti del comune svizzero di Anniviers, nel Canton Vallese (distretto di Sierre).

## Geografia fisica
Ayer si trova nella Val d'Anniviers.

## Storia

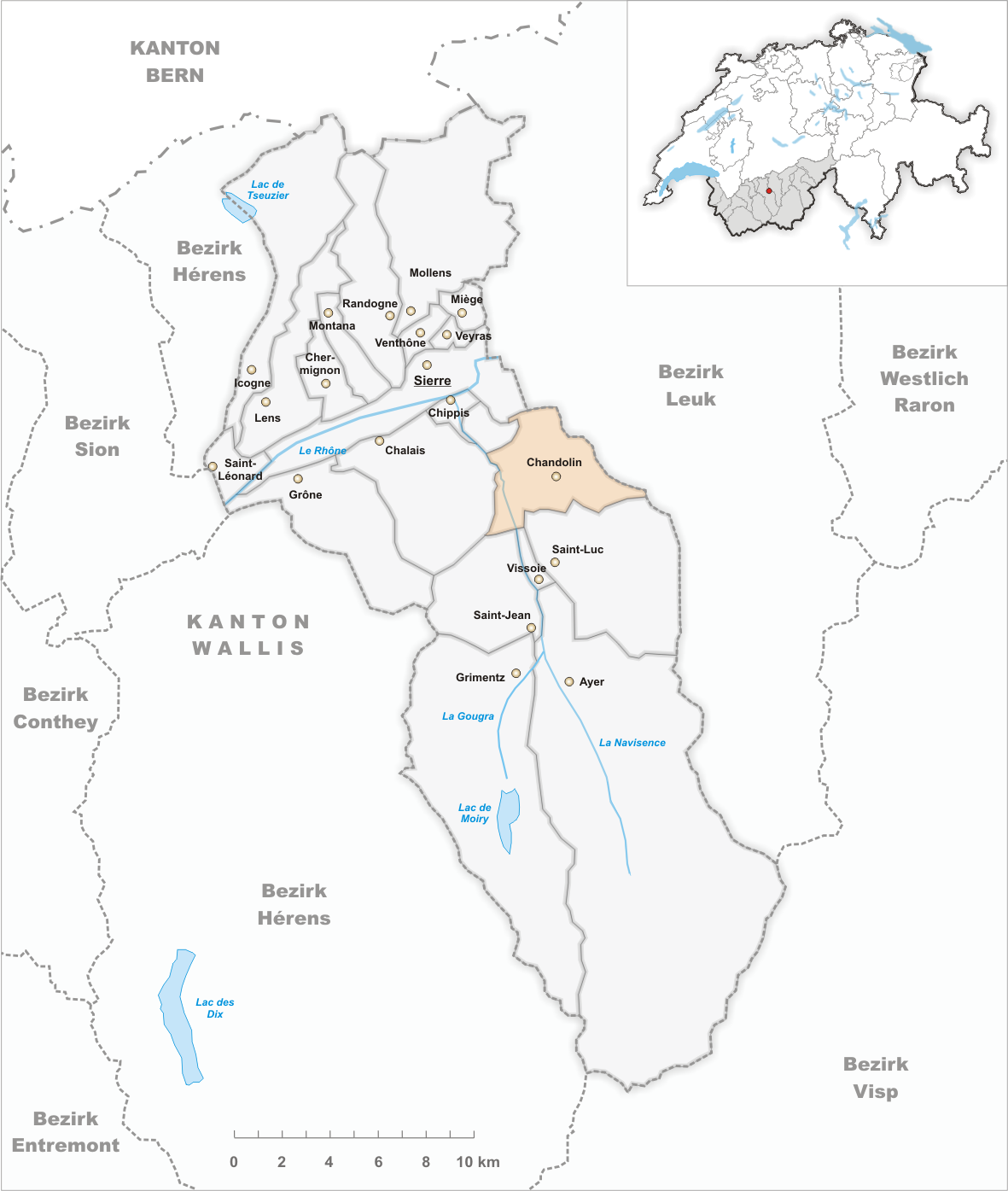
Il territorio del comune di Chandolin prima degli accorpamenti comunali del 2009

Già comune autonomo istituito nel 1821 per scorporo da quello di Luc (dal 1904 Saint-Luc), che si estendeva per 16,7 km² e che comprendeva anche le frazioni di Fang e Sousillon, nel 2009 è stato accorpato agli altri comuni soppressi di Ayer, Grimentz, Saint-Jean, Saint-Luc e Vissoie per formare il nuovo comune di Anniviers.

## Monumenti e luoghi d'interesse

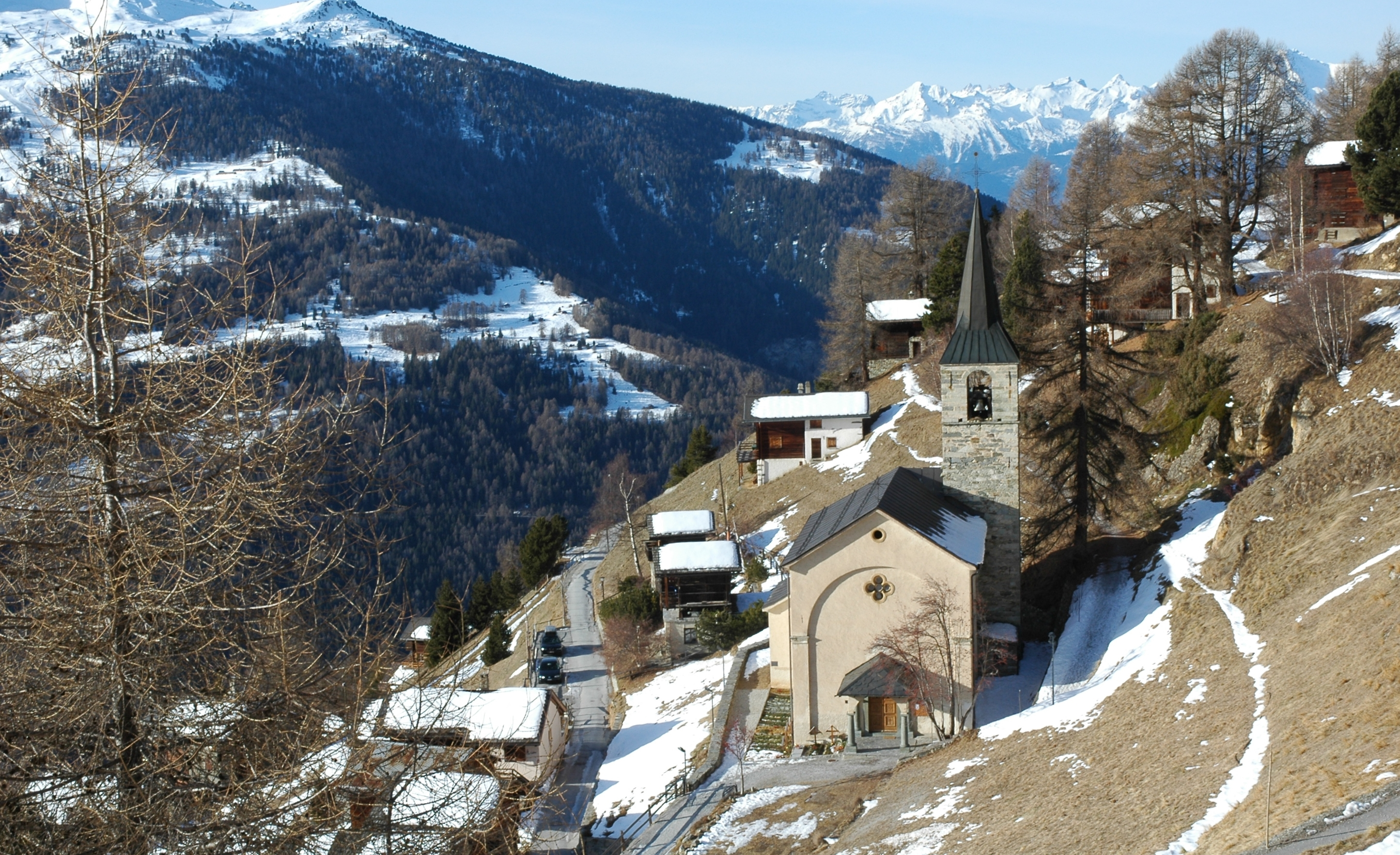
La chiesa di Santa Barbara

- Chiesa parrocchiale cattolica di Santa Barbara, eretta nel 1884[1].

## Società

### Evoluzione demografica
L'evoluzione demografica è riportata nella seguente tabella:
Abitanti censiti

## Amministrazione
Ogni famiglia originaria del luogo fa parte del cosiddetto comune patriziale e ha la responsabilità della manutenzione di ogni bene ricadente all'interno dei confini della frazione.